# Макаллистер, Джиллиан
Джиллиан Макаллистер (родилась 28 февраля 1985 года) — британский автор, наиболее известная бестселлером Everything But The Truth (2017), который посвящен темам доверия и отношениям.

## Биография
Макаллистер родилась в Саттоне и выросла в Тамуорте. Училась в частной школе.